# Exile (album Hurts)
Exile – drugi album studyjny brytyjskiego synth popowego zespołu Hurts. Wydany został 8 marca 2013 roku przez wytwórnię Major Label. Producentami albumu są Dan Grech-Marguerat, Hurts oraz Jonas Quant. Album zadebiutował na drugim miejscu na liście przebojów w Finlandii i w Szwajcarii oraz uzyskał status złotej płyty w Niemczech, Polsce oraz w Szwajcarii.

## Lista utworów
| Edycja standardowa | Edycja standardowa    | Edycja standardowa | Edycja standardowa         | Edycja standardowa |
| Nr                 | Tytuł utworu          | Tekst              | Muzyka                     | Długość            |
| ------------------ | --------------------- | ------------------ | -------------------------- | ------------------ |
| 1.                 | „Exile”               | Hurts, Jonas Quant | Hurts, Quant               | 4:17               |
| 2.                 | „Miracle”             | Hurts              | Hurts, Dan Grech-Marguerat | 3:44               |
| 3.                 | „Sandman”             | Hurts, Quant       | Hurts, Quant               | 3:54               |
| 4.                 | „Blind”               | Hurts, Quant       | Quant                      | 4:23               |
| 5.                 | „Only You”            | Hurts              | Hurts, Quant               | 4:29               |
| 6.                 | „The Road”            | Hurts              | Hurts                      | 4:35               |
| 7.                 | „Cupid”               | Hurts, Quant       | Quant                      | 2:42               |
| 8.                 | „Mercy”               | Hurts              | Hurts, Quant               | 4:06               |
| 9.                 | „The Crow”            | Hurts              | Hurts                      | 5:33               |
| 10.                | „Somebody to Die For” | Hurts              | Hurts, Grech-Marguerat     | 4:35               |
| 11.                | „The Rope”            | Hurts, Quant       | Quant                      | 4:14               |
| 12.                | „Help”                | Hurts              | Hurts, Grech-Marguerat     | 4:17               |
|                    |                       |                    |                            | 50:49              |

## Pozycje na listach przebojów
| Kraj              | Lista (2013)   | Najwyższa pozycja | Status      |
| ----------------- | -------------- | ----------------- | ----------- |
| Australia         | Top 100 Albums | 90                | –           |
| Austria           | Alben Top 75   | 4                 | –           |
| Belgia (Flandria) | Ultratop 50    | 24                | –           |
| Belgia (Wallonia) | Ultratop 50    | 59                | –           |
| Dania             | Top 40 Albums  | 31                | –           |
| Finlandia         | Top 50 Albums  | 2                 | –           |
| Francja           | Top 200 Albums | 183               | –           |
| Hiszpania         | Top 100 Albums | 25                | –           |
| Holandia          | Album Top 100  | 20                | –           |
| Irlandia          | Top 100 Albums | 34                | –           |
| Niemcy            | Top 100 Albums | 3                 | złota płyta |
| Polska            | OLiS           | 3                 | złota płyta |
| Szwajcaria        | Alben Top 100  | 2                 | złota płyta |
| Szwecja           | Top 60 Albums  | 17                | –           |
| Wielka Brytania   | Albums Top 100 | 9                 | –           |
| Włochy            | Top 100 Albums | 34                | –           |